# Mistrzostwa Panamerykańskie w Judo 1958
3. Mistrzostwa panamerykańskie w judo odbywały się w 1958 roku w brazylijskim mieście Rio de Janeiro. W tabeli medalowej tryumfowali judocy z Brazylii.

## Klasyfikacja medalowa
Gospodarz zawodów został zaznaczony kolorem.
| Miejsce | Państwo           |   |   |   | Razem |
| ------- | ----------------- | - | - | - | ----- |
| 1       | Brazylia          | 3 | 0 | 0 | 3     |
| 2       | Stany Zjednoczone | 1 | 1 | 0 | 2     |
| Razem   | Razem             | 4 | 1 | 0 | 5     |

## Medaliści

### Mężczyźni
| Konkurencja: | Złoto:               | Srebro:       | Brąz: |
| 1.er dan     | Luis Alberto Mendoza | ----          | ----  |
| −70 kg       | Shunji Hinata        | ----          | ----  |
| −80 kg       | George Harris        | ----          | ----  |
| −93 kg       | Masaioshi Kawakami   | George Harris | ----  |